# Ellen Marsvin

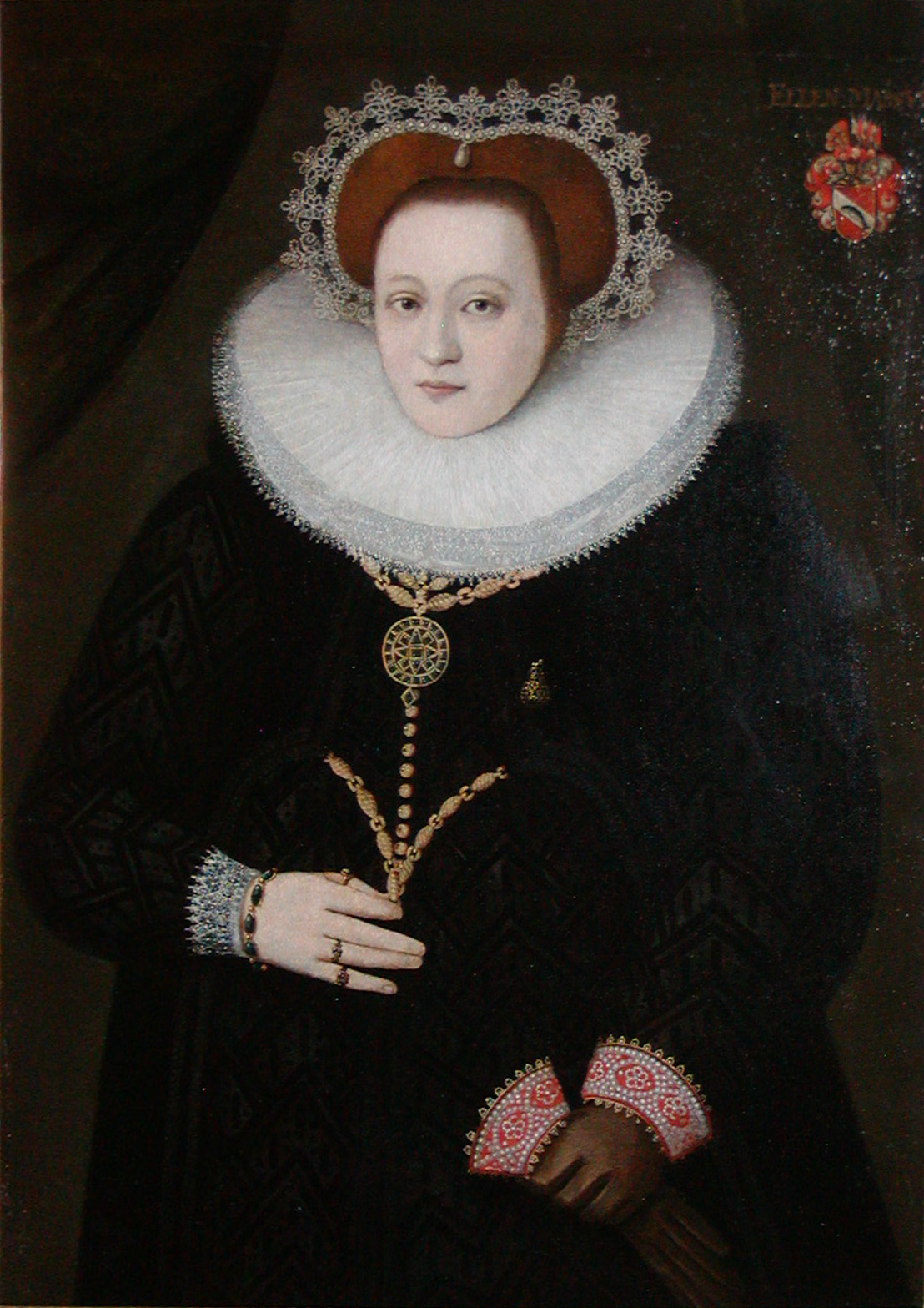
Ellen Marsvin als junge Frau

Ellen Marsvin (* 1. Februar 1572 auf Landskrona Slot (Landskrona); † 11. November 1649 auf Schloss Ellensborg (heute Holckenhavn) bei Nyborg) war eine dänische Adlige, die wegen ihres Reichtums und als Schwiegermutter Einfluss am Hof von Christian IV. gewann.

## Leben
Ellen Marsvin war eins von zehn Kindern des Reichsrats Jørgen Marsvin (ca. 1527–1581) und dessen Ehefrau Karen Gyldenstierne (ca. 1542–1589). Jørgen Marsvin stammte aus dem dänischen Adelsgeschlecht Marsvin, dessen Wappentier der Schweinswal (dänisch: Marsvin) ist. Als junger Mann diente er am dänischen Königshof. Er erscheint 1548 in den Quellen unter dem Gefolge der Prinzessin Anna auf der Reise zu ihrer Hochzeit nach Sachsen und 1551 als Höfling des abgesetzten Königs Christian II. Im Dreikronenkrieg bewährte er sich und erhielt dafür 1564 die Lehnsmannschaft des strategisch wichtigen Schloss Helsingborg. 1567/68 unterstützte er Daniel Rantzaus Winterfeldzug und wurde im selben Jahr Lehnsmann von Landskrona. 1570 wurde er in den Reichsrat aufgenommen und 1576 mit Odensegård auf Fünen belehnt, wo er sich 1577 nahe bei Odense das Herrenhaus Hollufgård bauen ließ.

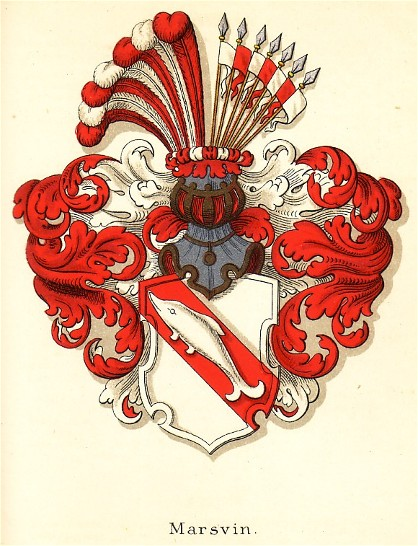
Das Wappen der Familie Marsvin

Über Ellen Marsvins Jugend ist nichts bekannt. Als 17-jährige Vollwaise heiratete sie 1589 den 52-jährigen Lehnsmann von Trøndelag Ludvig Munk, der zuvor Statthalter von ganz Norwegen gewesen war. Auch auf Fünen und im Himmerland (Nordjütland) besaß er mehrere Güter. Mit ihm hatte sie die Tochter Kirsten Munk. Nach seinem Tod am 8. April 1602 heiratete sie 1607 Knud Rud (* 11. März 1556), der ein Nachfolger ihres Vaters als Lehnsmann auf Odensegård war. Ihm gehörte das Gut Sandholt auf Fünen. Er verstarb bereits am 22. Juli 1611. Mit ihrem ausgeprägten, von Vater und Ehemännern übernommenen Geschäftssinn vermehrte sie den ererbten Reichtum und wurde zur reichsten Landbesitzerin Dänemarks. 1625 besaß sie 7600 Hektar allein auf Fünen.

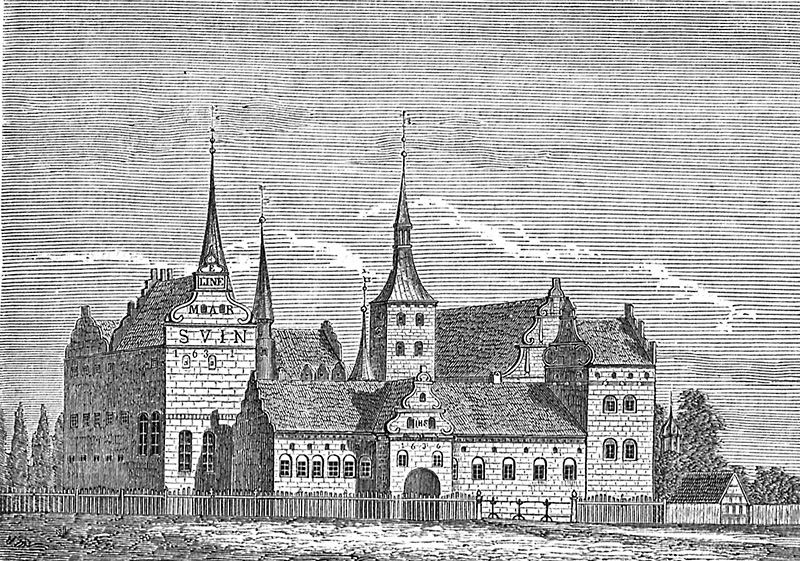
Schloss Ellensborg, das heutige Holckenhavn, auf Fünen auf einer zeitgenössischen Darstellung – auch heute noch deutlich sichtbar ist der Namenszug MARSVIN am linken Giebel

1615 wurde der verwitwete König Christian IV. auf ihre 17-jährige Tochter Kirsten aufmerksam. Zwar kam für Kirsten Munk als Mitglied des niederen Adels keine ebenbürtige Ehe mit dem König infrage, aber Ellen Marsvin verhinderte, dass ihre Tochter nur eine weitere Mätresse des Königs wurde. Sie handelte einen Ehevertrag aus, der Kirsten zur morganatischen Gemahlin des Königs mit gesicherten Einkünften und Ansprüchen machte. Eine kirchliche Trauung als offizielle Legitimation der Ehe fand zwar nicht statt, der abergläubische König ließ aber den Termin für den Brief, in dem er Kirsten zu seiner Frau erklärte, von seinem Hofastrologen berechnen.
Als Schwiegermutter des Königs profitierte Ellen Marsvin von der engen Beziehung zum Hof sowohl wirtschaftlich als auch als Beraterin des Königs. Sie kaufte den Landbesitz verschuldeter Adliger auf und erstand unter anderem die landwirtschaftlichen Güter Boller bei Vejle und Rosenvold bei Randers, mit deren Erzeugnissen die dänische Flotte ausgerüstet wurde. Sie erbaute mehrere Herrenhäuser wie das nach ihr benannte Renaissance-Schloss Ellensborg, das sie 1616 dem Kanzler Jacob Ulfeldt abkaufte, großzügig ausbauen und exquisit einrichten ließ. Christian IV. kaufte ihr Tåsinge ab und ließ dort das Valdemars Slot für seinen Sohn, ihren Enkel Waldemar Christian, bauen. Auch im Bereich der Kirche war sie tätig und verschaffte 1616 ihrem Hauskaplan und Kirstens Hauslehrer Hans Mikkelsen das Bistum Fünen. 1620 wurde sie sogar Administratorin des Klosters Dalum bei Odense, ein Lehen, das normalerweise dem Kanzler zukam. Dort lebte sie die meiste Zeit, auch als der König 1628 Frants Rantzau, den Verlobten ihrer ältesten Enkelin Anne Cathrine, zum Amtmann machte, der das allerdings schon 1629 gegen Møn tauschte.
Als 1628 das Verhältnis ihrer Tochter zum König in die Brüche ging, suchte Ellen Marsvin eine Versöhnung herbeizuführen. Doch als deren Scheitern abzusehen war, fädelte sie schon 1629, also bevor Anfang 1630 die Scheidung ausgesprochen war, die Beziehung des Königs mit Vibeke Kruse, einem Dienstmädchen, das sie bei Kirsten Munks Verbannung vom Hof in ihre eigenen Dienste übernommen hatte, ein. Am 7. April 1630 gebar Vibeke den Sohn Ulrik Christian. Bis zu seinem Tod 1648 blieb sie Christians Mätresse, während Kirsten Munk auf den Gütern ihrer Mutter unter Hausarrest stand. Ellen Marsvins beharrliche Versuche, die jüngste, erst nach der Trennung geborene Enkelin als ehelich anerkennen zu lassen, führten dazu, dass sie in den folgenden Jahren ihren politischen Einfluss verlor. Die Erziehung ihrer Enkel, die entsprechend der damaligen Tradition bei der Großmutter mütterlicherseits aufwuchsen, wurde ihr entzogen. Auch die jüngste Enkelin Dorothea Elisabeth, die König Christian nicht anerkannt hatte, wurde ihr 1636 genommen. Die Siebenjährige wurde in ein Kloster in Köln geschickt. 

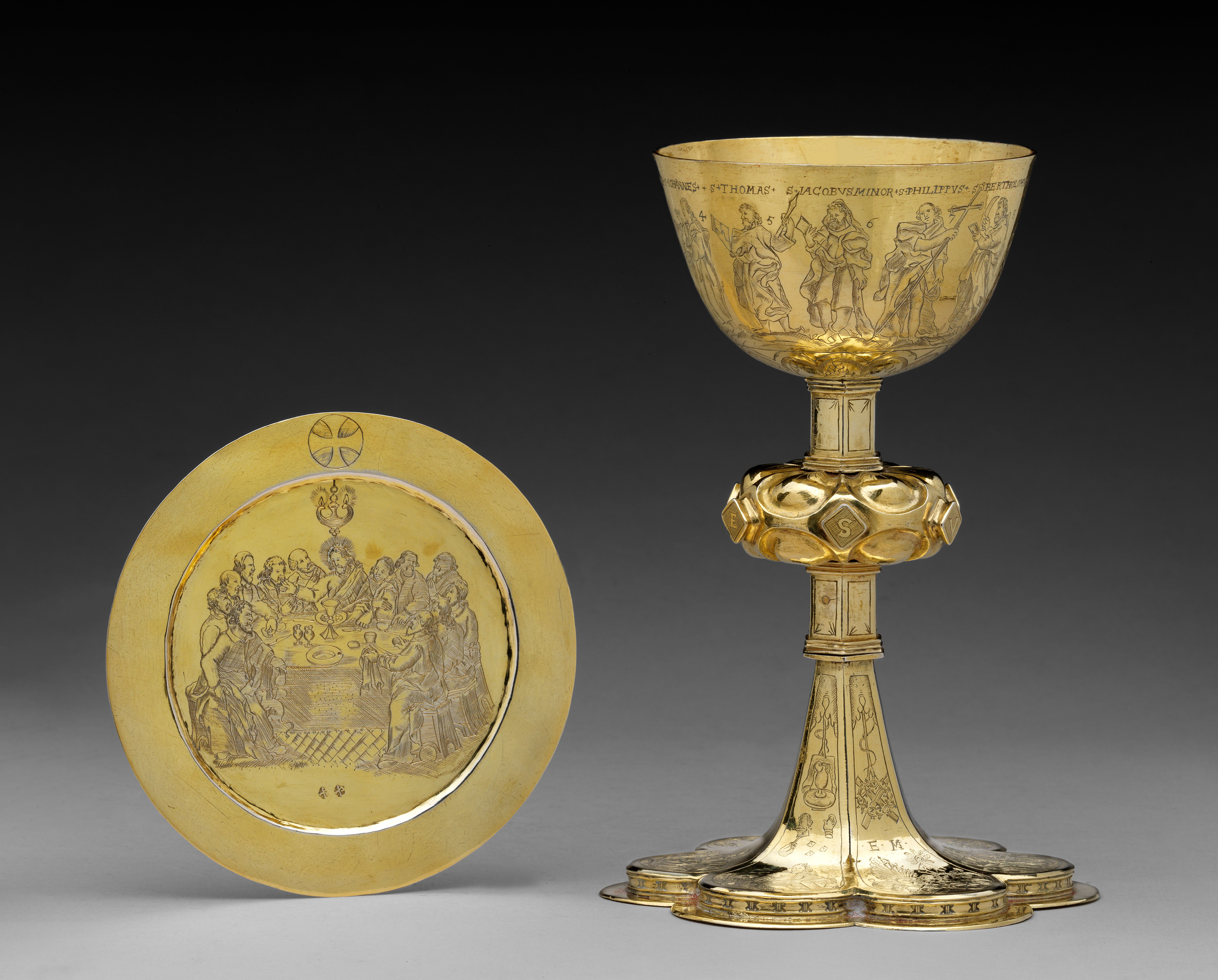
Abendmahlsgeschirr, das Ellen Marsvin 1639 durch den Silberschmied Jørgen Jørgensen Prytz für die Kapelle von Schloss Ellensborg anfertigen ließ

Nachdem Ellen Marsvin 1639 als Administratorin des Klosters Dalum durch ihren Enkel Waldemar Christian abgelöst wurde, zog sie sich auf ihr Schloss Ellensborg zurück, wo sie 1649 starb. Für die Schlosskapelle ließ sie ein Abendmahlsgeschirr anfertigen. Auf der Patene befindet sich eine Abbildung des letzten Abendmahls Jesu, auf der Kuppa des Kelchs die zwölf Apostel und auf dem  Fuß ihre Initialen.

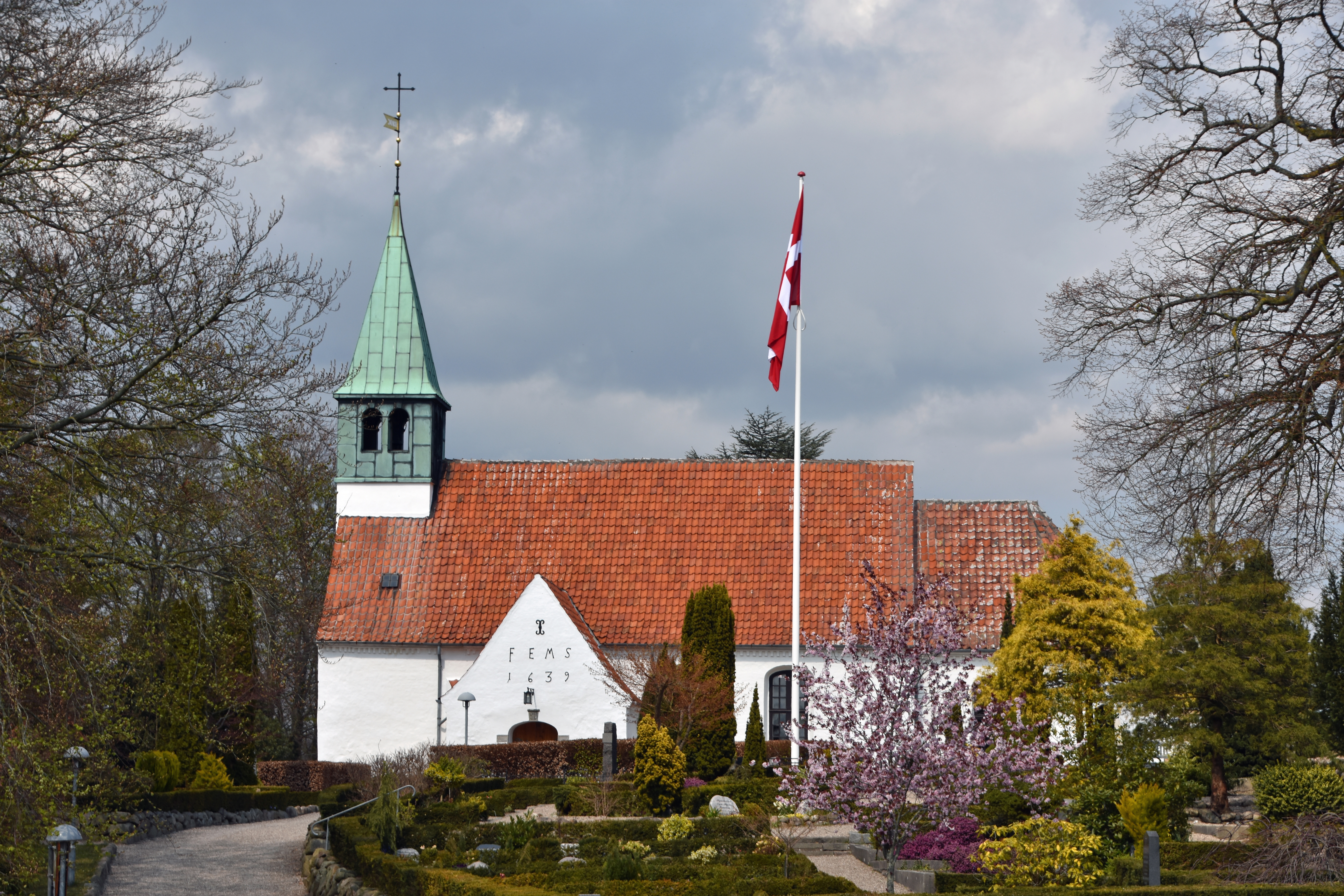
Kirche von Thurø – die Buchstaben „FEMS“ verweisen auf Fru Ellen MarSvin

Sie ist in der Kirche von Thurø bestattet, die 1639 auf ihre Veranlassung hin gebaut wurde und wohin sie die Särge ihrer Ehemänner aus der Kirche von Nørre Broby hatte umbetten lassen. Ihr Besitz fiel an ihre Tochter und später an ihre Enkelinnen, ehe die Familie 1663 wegen des Verrats des Ehemanns der Enkelin Leonore Christine, Corfitz Ulfeldt, enteignet wurde.